# Hochschule Narvik
Die Hochschule Narvik (HIN, norwegisch Høgskolen i Narvik) ist eine staatliche Hochschule in Narvik, Norwegen. Gegründet am 1. August 1994 hatte die Hochschule etwa 1.300 Studenten und 170 Mitarbeiter.
Die Hochschule Narvik ist in zwei Abteilungen unterteilt: Die Abteilung für Technologie und die Abteilung für Gesundheit und Gesellschaft. Die Hochschule Narvik bietet Bachelor- und Master-Abschlüsse in den Bereichen Krankenpflege, Wirtschaft, Verwaltung, Engineering an.